# Домартен ле Сен Пер
Домартен ле Сен Пер (фр. Dommartin-le-Saint-Père) насеље је и општина у североисточној Француској у региону Шампањ-Арден, у департману Горња Марна која припада префектури Сен Дизје.
По подацима из 2011. године у општини је живело 284 становника, а густина насељености је износила 19,09 становника/km². Општина се простире на површини од 14,88 km². Налази се на средњој надморској висини од 203 метара.

## Демографија
| 1962. | 1968. | 1975. | 1982. | 1990. | 1999. | 2011. |
| ----- | ----- | ----- | ----- | ----- | ----- | ----- |
| 381   | 427   | 381   | 337   | 298   | 275   | 284   |

График промене броја становника у току последњих година